# Турусов, Виктор Иванович
Виктор Иванович Турусов (род. 29 октября 1957 года, с. Владимировка, Лискинский район, Воронежская область, СССР) — российский учёный-агроном

, специалист в области общего земледелия, член-корреспондент РАСХН (2012), академик РАН (2016).

## Биография
Родился 29 октября 1957 года в с. Владимировке Лискинского района Воронежской области.
В 1980 году — окончил Мичуринский плодоовощной институт.
С 1982 года по настоящее время — работает в Научно-исследовательском институте сельского хозяйства Центрально-Чернозёмной полосы имени В. В. Докучаева, где прошел путь от аспиранта до директора (с 2009 года).
В 2006 году — защитил докторскую диссертацию, тема: «Совершенствование технологии возделывания подсолнечника в Центрально-Чернозёмной зоне».
В 2012 году — избран членом-корреспондентом РСХН.
В 2013 году — стал член-корреспондентом РАН (в рамках присоединения РАМН и РАСХН к РАН).
В 2016 году — избран академиком РАН.

## Научная деятельность
Специалист в области общего земледелия.
Под его руководством и при непосредственном участии разработаны методика оптимизации севооборотов и структуры использования пашни по зонам страны, обеспечивающая эффективное использование с.-х. культур и других ресурсов в севооборотах; новые схемы севооборотов и усовершенствованная структура посевных площадей в хозяйствах различной специализации, обеспечивающие повышение продуктивности земель на 10-15 % и сохранение биоразнообразия в агроландшафтах.
Автор более 27 научных работ. 

## Награды
- Знак отличия «За заслуги перед Воронежской областью» (17 октября 2017) — за плодотворную работу, большой личный вклад в развитие сельскохозяйственной науки и в связи с 60-летием со дня рождения
- Почётная грамота Министерства сельского хозяйства Российской Федерации